# ヒックとドラゴン
『ヒックとドラゴン』（原題: How to Train Your Dragon）は、イギリスの作家、クレシッダ・コーウェルによる児童文学のシリーズである。

## 概要
2024年時点で第12巻までと外伝1巻が出版されている。
日本語版は相良倫子と陶浪亜希の翻訳で、小峰書店より第12巻までと外伝1巻が発売されている。
1. 『伝説の怪物』 How to Train Your Dragon (2003)
2. 『深海の秘宝』 How to Be a Pirate (2004)
3. 『天牢の女海賊』 How to Speak Dragonese (2005)
4. 『氷海の呪い』 How to Cheat a Dragon's Curse (2006)
5. 『灼熱の予言』 How to Twist a Dragon's Tale (2007)
6. 『迷宮の図書館』 A Hero's Guide to Deadly Dragons (2008)
7. 『復讐の航海』  How to Ride a Dragon's Storm (2008)
8. 『樹海の決戦』 How to Break a Dragon's Heart (2009)
9. 『運命の秘剣』 How to Steal a Dragon's Sword (2011)
10. 『砂漠の宝石』 How to Seize a Dragon's Jewel (2013)
11. 『孤独な英雄』 How to Betray a Dragon's Hero (2014)
12. 『最後の決闘(上、下)』How to Fight a Dragon’s Fury (2016)

1. 外伝『トゥースレス大騒動』The Day of the Dreader  (2012)

## 登場人物
- ヒック（Hiccup Horrendous Haddock III）

主人公のヴァイキングの少年。モジャモジャ族の族長の一人息子だが、外見も中身もヴァイキングらしくない。
ドラゴンを観察するうちにドラゴン語を身につける。行動する前に考える賢いヴァイキングである。
本名は、モジャモジャゾク・キタイノアトツギ・ヒック・ホレンダス・ハドック三世。
- トゥースレス（Toothless）

ヒックが捕まえた、並はずれて小さいヘイボンドラゴン。歯無しであることからスノットがそう呼んだ。
他の多くのドラゴンと同じように恩知らずなうえ、非常にわがまま。
周りには自らのことをダガーファングの子孫で、ドリームドラゴンと名乗っていたが見た目はヘイボンドラゴンそのもの。しかし11巻でシードラゴヌス・ジャイアンティクス・マックスの若い竜であることがフュリオスの口からわかる。
- ウィンドウォーカー（Windwalker）

ヒックのフライングドラゴン。
- フィッシュ（Fishlegs）

ヒックと親友のヴァイキング。近眼で眼鏡をかけている。ヒックと同様に痩せっぽち。Ｘ脚で、アレルギー体質。
- ホラーカウ（Horrorcow）

フィッシュのドラゴン。茶色い身体をしたメスのスタンダードドラゴンで、草食である。
- ストイック（Stoick the Vast）

ヒックの父親で、モジャモジャ族のリーダー。息子とは違って腕力が強く、考えることが苦手。
本名は、ナマエ・キイタダケデ・アア・オソロシヤ・ストイック。
- スノット（Snotlout）

ヒックのいとこ。優秀なバイキングであるが、ヒックのことを嫌っており、虐める。
- ファイヤークイーン（Fireworm）

スノットのモンスタードラゴン。トゥースレスとは仲が悪い。
- ドッグブレス（Dogsbreath the Duhbrain）

スノットの子分。
- バルハララマ（Valhallarama）

ヒックの母親。探検が大好き。
- アルビン（Alvin the Treacherous）

ヒックの宿敵。通称「裏切り者のアルビン」。
- カミカジ（Camicazi）

剣の腕と盗みの腕が凄いが背は低い金髪の女の子。ヒックの良き友。
- ストームフライ（Stormfly）

カミカジのムードドラゴン。あまのじゃく。
- デカパイ・バーサ（Big-Boobied Bertha）

ドロドロ族の女親分。カミカジの母親。
- ゴバー教官（Gobber the Belch）

モジャモジャ族の教官。
- フュリオス（Furious）

ヒック・ホレンダス・ハドック二世とともに育った、シードラゴヌス・ジャイアンティクス・マックス。反乱の失敗の後、八巻まで樹海に鎖でつながれていたがヒックに開放され、その後ドラゴン解放軍のリーダーになり人間と戦う。

## 各巻のあらすじ

### 伝説の怪物
本書は、ヴァイキングの英雄となったヒック・ホレンダス・ハドック三世が少年時代を回想するという形式で進められる。
バーク島のモジャモジャ族には、ドラゴンを捕えて飼いならす者のみが一人前とみなされ、それができない者は一族から追放されるという掟があった。一族のリーダーの息子であるヒックはなんとかドラゴンを捕えたものの、それは見たこともないほど小さい、歯無しのドラゴンだった。一族への仲間入りの試験まで四ヶ月。それまでにドラゴン・トゥースレスを飼い馴らさなければならないのだが、わがままなトゥースレスにヒックは手こずってばかり。その頃、バーク島沖の海底では、巨大なシードラゴンが数世紀もの眠りから目覚めようとしていた――。

### 深海の秘宝
海賊訓練プログラムで、大荒れの海の中を進むヴァイキング見習いたちの船は、波間に漂っていた大きな棺桶にぶつかって沈んでしまう。見習いたちと一緒にバーク島の浜に流れ着いた棺桶を見て、ヒックたちは驚く。そこに記されていたのは、百年前に行方不明になった、ヒックのひいひいじいさん――北の海で暴れ回った伝説の海賊・ゴーストリーの名前と、美男子のアルビンだった。一緒に入っていた宝の地図をもとに宝を探そうとするが、思いがけない裏切りが待ち受けていた。

### 天牢の女海賊
海賊訓練プログラム「敵船突入術」の授業で、ヒックと親友フィッシュの〈ウミスズメ丸〉は、海で迷子になってしまう。たまたま見つけた船に無理やり突入してみるが、それはヴァイキングの宿敵・ローマ帝国の巨大な船だった。ローマ軍はモジャモジャ族とドロドロ族を争わせ、そのどさくさを利用して島中からドラゴンを盗もうとしていた。ローマ軍に捕われた二人は、牢屋の中で脱出の名人だというドロドロ族の女の子と出会う――。

### 氷海の呪い
海賊訓練プログラム「スキー狩り訓練」の途中、ヒックの親友フィッシュの様子がおかしくなる。フィッシュはヴァイキングの中でも特に残忍な、ヒステリー族のカシラ・ナットジョブにケンカを売ってしまい、ヒックに連れられギリギリで逃げ帰った。村に戻ると、フィッシュはモウドクドラゴンに刺されてモウドク炎になり、気性が激しくなっていると診断される。モウドク炎はかかると必ず死に至る病気だが、ヒックのおじいさんによると解毒剤が存在するという。それは〈例のあの野菜〉のジャガイモで、ナットジョブが一つだけ持っているものだった――。

### 灼熱の予言
ヒックたち海賊見習いとゴバー教官は、山で炎に囲まれていた。〈極悪種〉のドラゴンが吐く炎の中で、このドラゴンに囲まれて戦っていたのだ。絶体絶命の瞬間、ホワイトドラゴンに乗った男が助けに来る。彼は死んだと思われていたヴァイキングの英雄だった。彼によると、ヒックたちを襲ったドラゴンは、ヴァイキングを滅ぼしかねないXターミネータードラゴンだという。そしてラヴァラウト島の火山が噴火すれば、溶岩の熱で大量のXターミネーターの卵がかえってしまうというのだ。ヒックは火山の秘密に気づき、噴火をくい止める戦いに挑む。

### 迷宮の図書館
モジャモジャ族とドロドロ族が三日間対決する〈ドロボウ大会〉の最終日、ヒックは3度目にして12歳の誕生日を迎える。この日、ヒックのお父さんのストイックは、ゴバー教官がトンマ公立図書館から盗んできた「ドラゴンの育て方」という本を見せれば、ドロドロ族のカシラとの盗みの腕の賭けに勝てると踏み、本を探しに行く。しかし、その本はトゥースレスによってボロボロにされていた。ヒックは、図書館にもう一つある「ドラゴンの育て方」を盗みに行くことを決めるが、その図書館は、ドリルドラゴンの厳重な警備と、侵入者を始末するというヘアリー図書館員に守られていた――。

### 復讐の航海
ある肌寒い春の日、キリサキ族のカシラであるキリサキ・マッドは、モジャモジャ族とドロドロ族を招待して、〈民族交流水泳大会〉を開いた。この大会に参加したヒックたちは、キリサキ・マッドとヒステリー族のカシラ・ナットジョブの策略によって、ナットジョブの船に捕われてしまう。そして自分たちの命をかけ、新大陸を探す航海に同行することに。その頃、モジャモジャ族のカシラのストイックと、ドロドロ族のカシラのデカパイ・バーサもまた、キリサキ・マッドにだまされ、スカイドラゴンのいけにえにされようとしていた。

### 樹海の決戦
ヒックの親友フィッシュが恋をした。相手はなんとブサイク族のカシラの娘。ヴァイキングの恋は命がけ。そんなフィッシュを助けようとするヒックは、ブサイク族のカシラに危険な任務を命じられる。向かう先は人間をケダモノのエサにするというヤジュウ族の土地。ヒックを待ち受ける過酷な運命とは――。

### 運命の秘剣
ヒックたち海賊見習いは、フラッシュバーン剣術学校を目指してカリカリ山の岩肌を登っていた。そこに現れたのは、人間に復讐を誓うドラゴンたちの反乱軍、〈ドラゴン解放軍〉だった。ヒックたちヴァイキングが飼うドラゴンたちは、人間に敵対するのか。トゥースレスは？そして〈西の荒野の新王〉の座を狙うヒックの宿敵アルビン。ヒックはそれを阻止できるのか――。

### 砂漠の宝石
人類vsドラゴンの大戦争が始まった。その引き金を引いたヒックは指名手配となり、ヤバン諸島で一番のお尋ね者になってしまった。さらにドラゴン解放軍もヒックの命を狙い、最強のドラゴンを送り込む。孤独な戦いを続けるヒックは〈王の失われし十の宝〉の最後の一つ、〈ドラゴンジュエル〉を探し出し、奴隷にされた父ストイックと親友フィッシュを助け出せるか。ついに知られざる母の思いが明かされる――。

### 孤独な英雄
人類は、ドラゴンに滅ばされてしまうのか。人類の未来を救う王を決める〈運命の冬至〉まであと四日。ドラゴンとの共存を願うヒックと、人類による支配を目指すアルビンの、新王の宝をめぐる戦いが続く。そしてついにドラゴン解放軍のリーダー自ら、ヒックへの復讐に燃えて動き出す。孤独な英雄は、多くの試練と裏切りを乗り越え、仲間への想いを貫く。

## 外伝

### トゥースレス大騒動
ヒックのドラゴン・トゥースレスにとってもかわいいハプニング！ そしてバーク島にマボロシドラゴン出現！ ヒックはまたまたモジャモジャ族を救えるか？

### 特別収録『トゥースレス危機一髪』
トゥースレスが語る忘れられない一夜。ヒックとの友情と信頼の物語。

## 映画

### アニメーション映画
ドリームワークスより、2010年にアニメーション映画として公開された。監督は『リロ・アンド・スティッチ』のディーン・デュボアとクリス・サンダースである。続編が2本製作されており、監督はデュボアが単独で続投している。

#### 原作との違い
映画版ではヒックがドラゴン語を喋れる設定が無くなっていたり、ヴァイキングたちとドラゴンが対立している点や、トゥース自身も体が大きく歯を剥き出しにするシーンが存在するなど多くの変更点が見られる。
作者のクレシッダ・コーウェルは設定変更について、「原作の精神とメッセージは残されている」として肯定的な意見を述べている。

### 実写映画
2025年9月5日に実写映画の公開が予定されており、アニメーション版と同じくディーン・デュボアが監督を務めている。